# 百井紘子
百井 紘子（ももい ひろこ、1979年 - ）はポップアップアーティスト。東京都生まれ。
1997年	日本大学理工学部建築学科入学。2001年卒業時桜建賞受賞。大学院理工学研究科 博士前期課程進学。建築学専攻。2003 年、大学院修了。修了時駿建賞受賞。
経済産業省入省。作品「樹／根」で2005 年、第 15 回紙わざ大賞準大賞受賞。
2007年 経済産業省退職し、『ハンドメイドポップアップの本――世界でひとつ、飛びだすカードの作りかた』（情報センター出版局）出版。
2010年 第62回全国カレンダー展 全国中小企業団体中央会会長賞受賞。
2013年 KONICA MINOLTA エコ&アートアワード2013入選（作品「紙飾」）。